# Pedersöre
Pedersöre (Fins: Pedersören kunta) is een gemeente in de Finse provincie West-Finland en in de Finse regio Österbotten. De gemeente heeft een landoppervlakte van 794,26 km² en telt 11.206 inwoners (2022).
Pedersöre is een tweetalige gemeente met Zweeds als meerderheidstaal (± 90%) en Fins als minderheidstaal.